# Dyjákovice
Dyjákovice (německy Gross Tajax) jsou městys v okrese Znojmo v Jihomoravském kraji. Žije zde 919 obyvatel. Jižně od městečka vede zavlažovací kanál Krhovice–Hevlín.

## Historie
První písemná zmínka o Dyjákovicích pochází z roku 1278. V letech 1602–1613 probíhala stavba ochranných hrází na Dyji. Velký požár roku 1848 zničil 172 domů a 210 stodol, epidemie cholery během ležení pruského vojska v obci roku 1866 si vyžádala 48 obětí, druhá epidemie cholery roku 1869 dalších 82 místních obětí. Obec byla povýšena na městys (Markt) roku 1882. Německý název Gross Tajax byl používán od roku 1720 (předtím též Niedertajax) k odlišení od Dyjákoviček (Klein Tajax).
První školní budova (dnes úřad městyse) postavena roku 1873, měšťanská škola (dnes první stupeň ZŠ) roku 1903 a nová třípodlažní měšťanská škola v letech 1927–1929. Most přes Dyji do Wulzeshofenu byl vyhozen do vzduchu při ústupu německých vojsk 8. května 1945, dnes nahrazen dřevěným.
Dne 26. dubna 2024 byl obci navrácen status městyse.

## Obyvatelstvo
| Rok            | 1869  | 1880  | 1890  | 1900  | 1910  | 1921  | 1930  | 1950  | 1961  | 1970  | 1980 | 1991 | 2001 | 2011 | 2021 |
| -------------- | ----- | ----- | ----- | ----- | ----- | ----- | ----- | ----- | ----- | ----- | ---- | ---- | ---- | ---- | ---- |
| Počet obyvatel | 2 423 | 2 545 | 2 611 | 2 758 | 2 901 | 3 007 | 3 257 | 1 241 | 1 102 | 1 067 | 916  | 816  | 843  | 814  | 848  |
| Počet domů     | 454   | 574   | 559   | 593   | 612   | 640   | 711   | 324   | 242   | 248   | 225  | 250  | 272  | 288  | 294  |

## Správa a politika městyse
Do roku 1971 byla součástí Dyjákovic osada Velký Karlov, budovaná jako nová vesnice od 50. let severně od městyse, znovu pak v letech 1981–1990.

### Politika
Do roku 2014 zastávala funkci starostky Jaroslava Němcová, od roku 2014 vykonává funkci Josef Gajdošík.

### Symboly městyse
Znak a vlajka byly městysi uděleny rozhodnutím předsedy Poslanecké sněmovny Parlamentu České republiky dne 22. listopadu 2001.

## Průmysl
Kromě zemědělských podniků ve vsi sídlí společnost Závlahy a závod firmy Rohde, v němž se vyrábějí vypalovací pece.

## Pamětihodnosti
- Kostel svatého Michaela archanděla
- Mariánský kostelík na kraji městečka (kaple Panny Marie Lurdské)
- Kaple
- Boží muka
- Krucifix u kostela
- Socha svatého Donáta
- Socha svatého Františka Xaverského
- Socha svatého Jana Nepomuckého
- Sousoší Piety
- Sloup se sochou Panny Marie Immaculaty
- Sloup se sochou svatého Josefa
- Sloup se sochou svatého Šebestiána
- Sloup se sousoším Nejsvětější Trojice
- Fara svatého Michala
- Zámek na jižním okraji obce. Jednopatrová budova, částečně s mansardovou střechou, s arkýřem nad vchodem ze dvora. Postaven na konci 17. století pro vrchnostenského úředníka statku náležejícího k moravskokrumlovskému panství Karla z Lichtenštejna, od roku 1835 sloužil jako obytný dům.[10] Nyní v majetku obce.
- Pomník obětem světových válek (210 padlých a nezvěstných ve druhé světové válce) v parku u kostela.
- Linie československého opevnění s těžkým objektem MJ-S 15, která byla budována na obranu před nacistickým Německem

## Osobnosti
- Franz Peer (1853–1938), politik, poslanec Moravského zemského sněmu, starosta obce
- Josef Silberbauer (1734–1807), varhanář

## Galerie

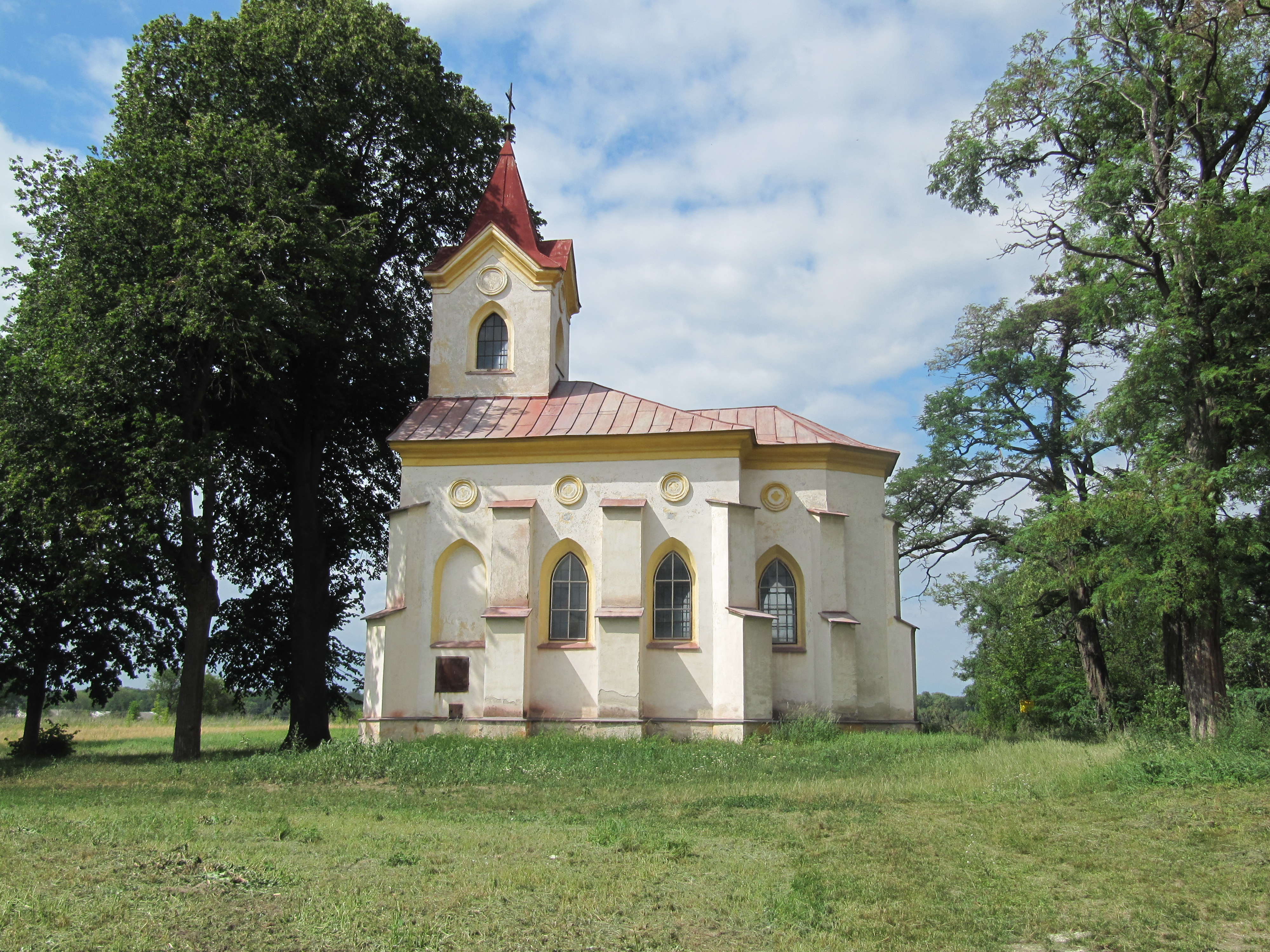
Mariánský kostelík
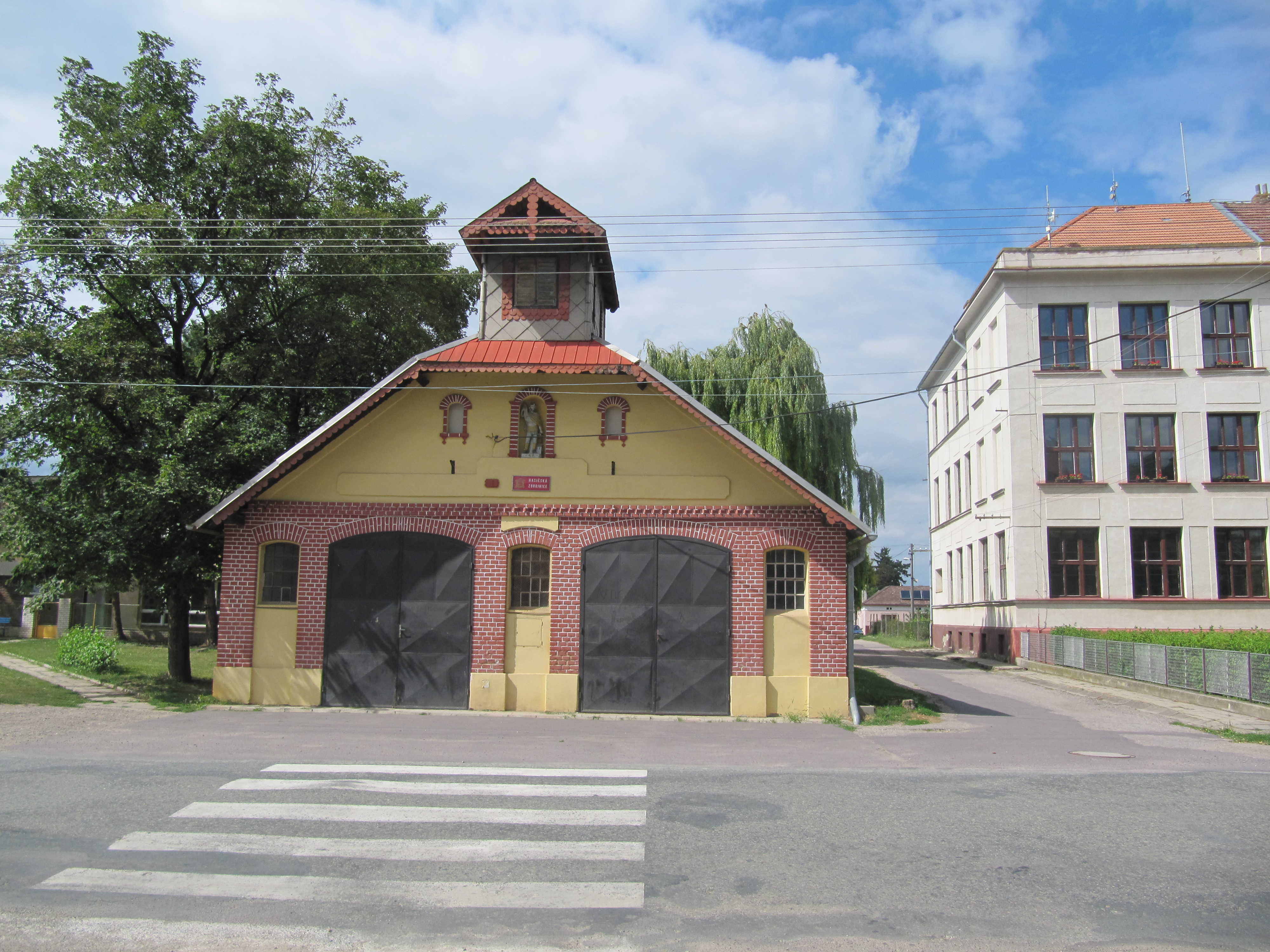
Hasičská zbrojnice
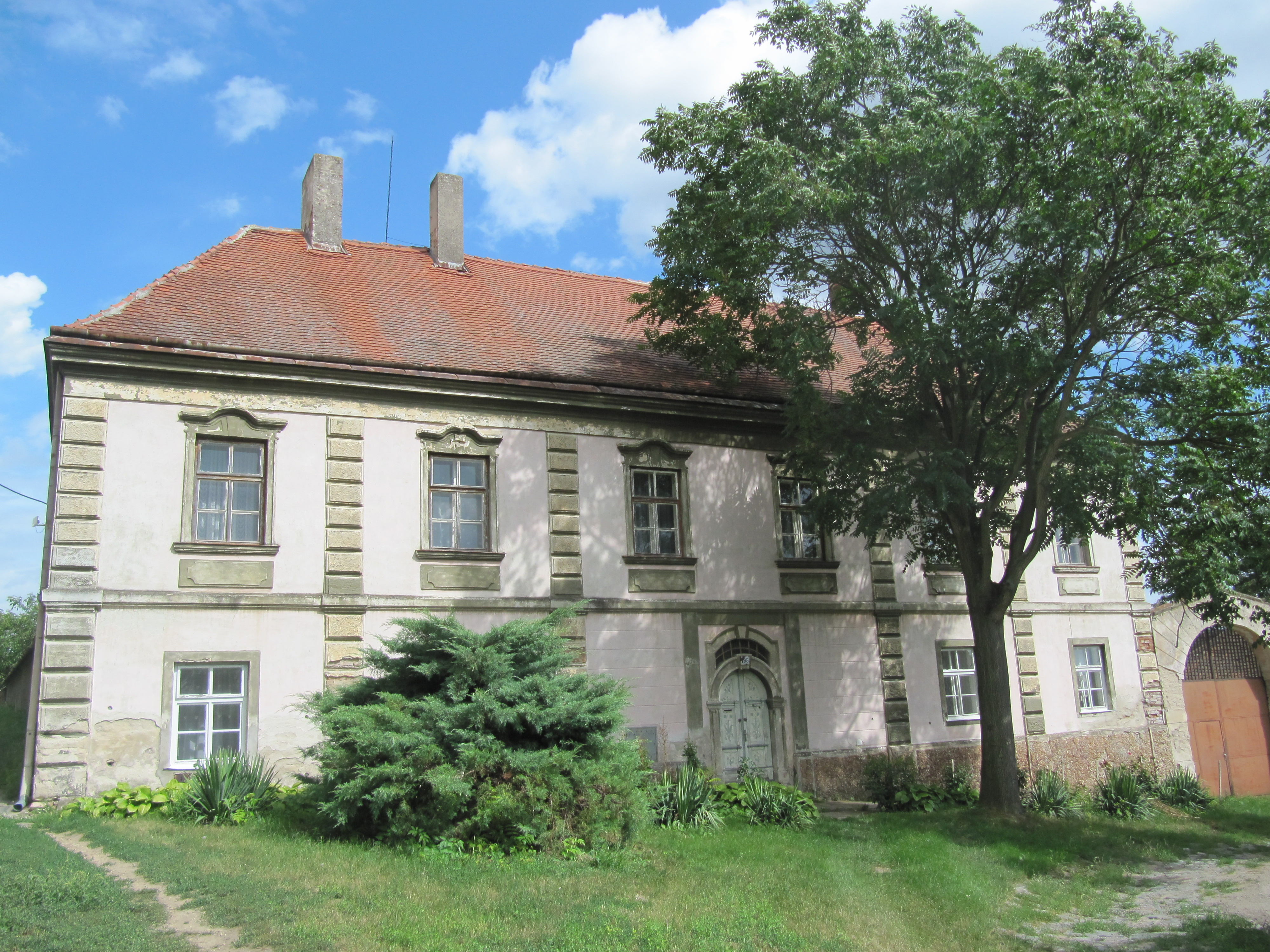
Fara
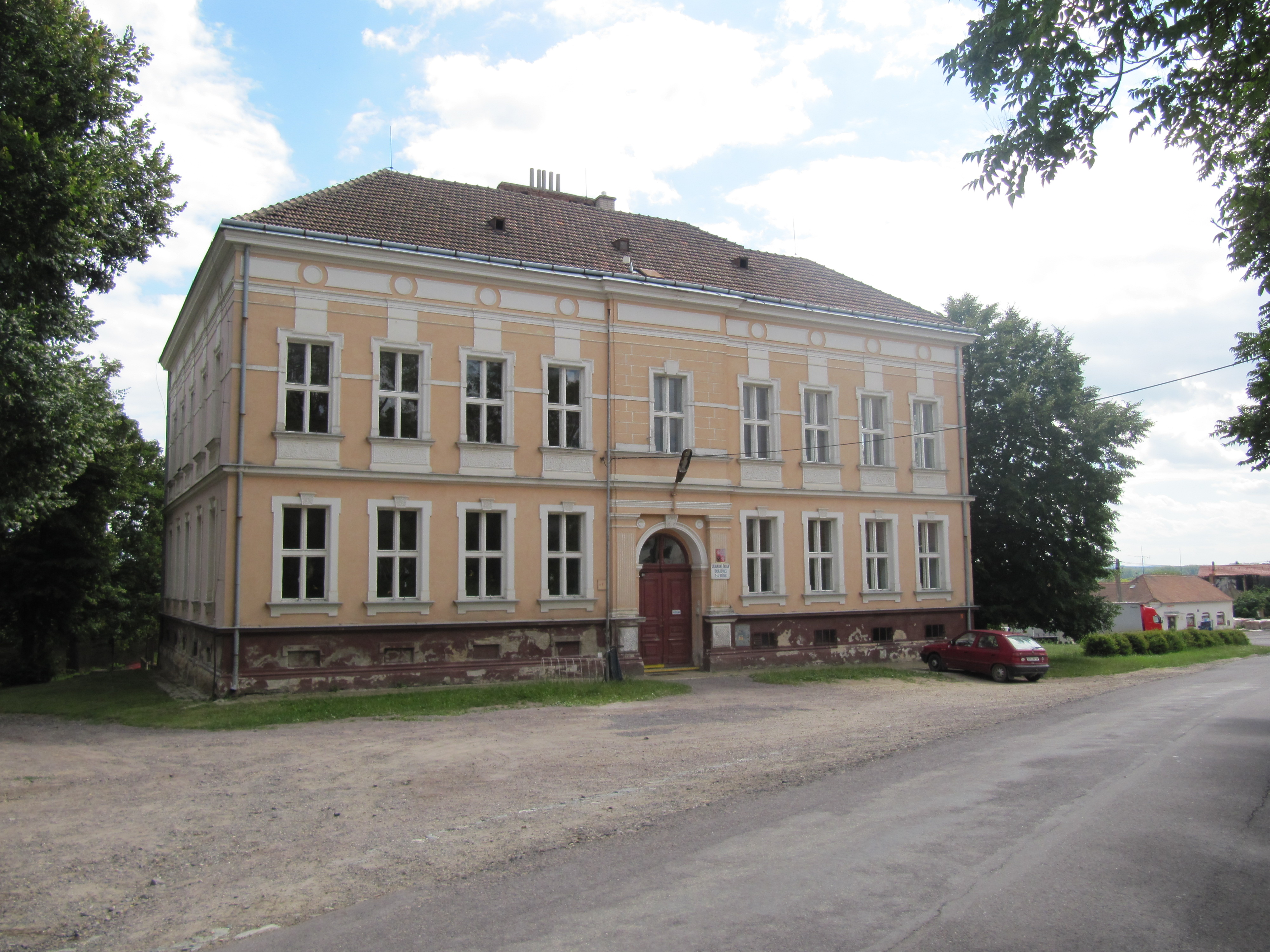
Stará škola
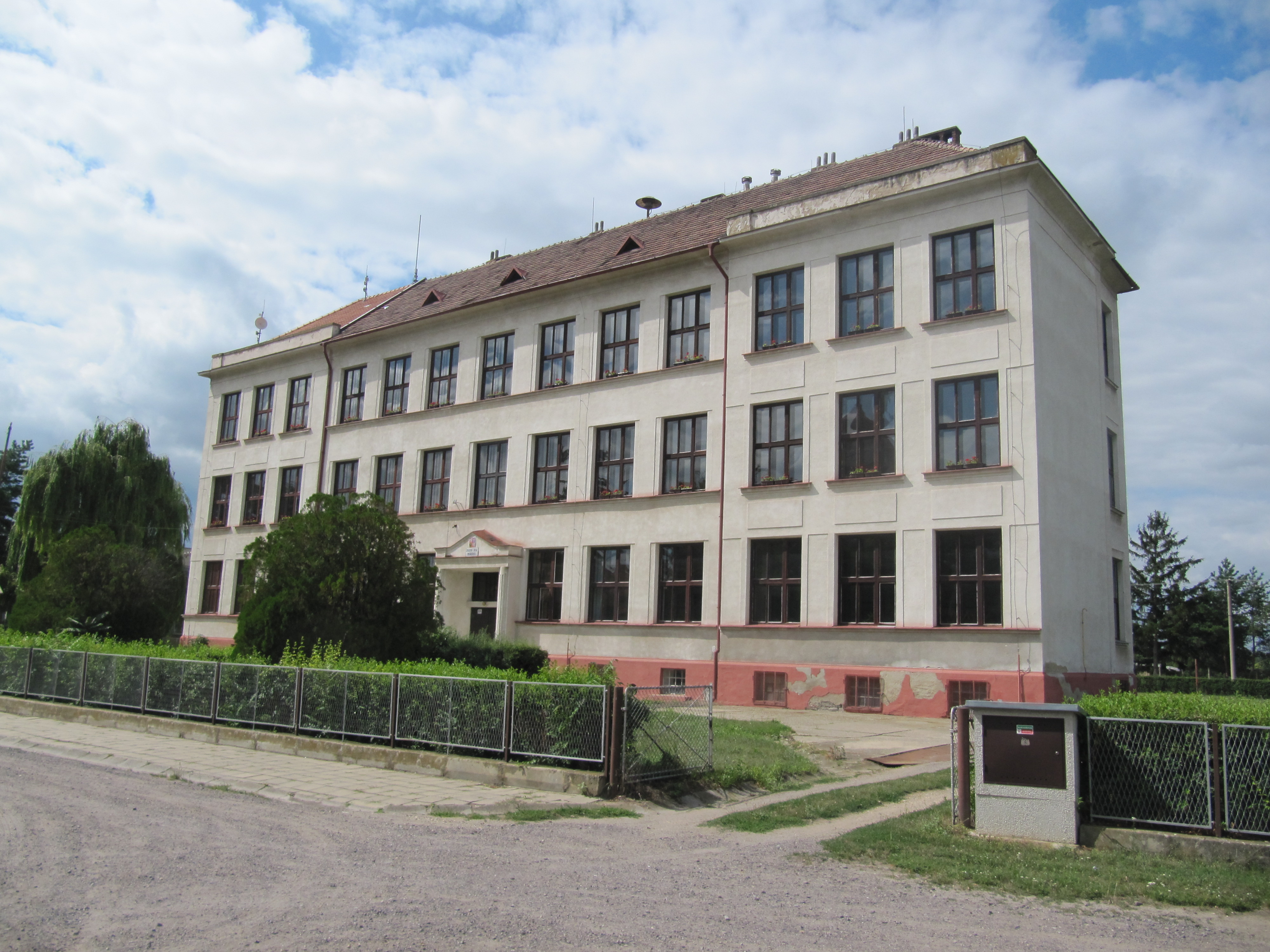
Nová škola